# Nielönn/Sylt
Nielönn/Sylt ist ein Naturschutzgebiet in der schleswig-holsteinischen Gemeinde Kampen (Sylt) im Kreis Nordfriesland.
Der Gebietsname geht auf das Friesische „Nii Lön“ zurück, das so viel wie „Neuland“ bedeutet, was als Hinweis darauf zu sehen ist, dass der Küstenstreifen erst nach der Besiedelung Sylts durch den Menschen entstanden ist. Das Naturschutzgebiet grenzt im Westen an das Naturschutzgebiet „Nord-Sylt“, im Norden an das Naturschutzgebiet „Kampener Vogelkoje auf Sylt“, im Osten an das Naturschutzgebiet „Wattenmeer nördlich des Hindenburgdammes“ und im Südosten an das Naturschutzgebiet „Braderuper Heide/Sylt“. Es ist Bestandteil des FFH-Gebietes „Dünen- und Heidelandschaften Nord-Sylt“ und des EU-Vogelschutzgebietes „Ramsar-Gebiet Schleswig-Holsteinisches Wattenmeer und angrenzende Küstengebiete“. Zuständige untere Naturschutzbehörde ist der Kreis Nordfriesland. Das Gebiet wird vom Söl’ring Foriining–Sylter Verein betreut.
Das Naturschutzgebiet liegt nördlich von Kampen (Sylt). Es dient dem Schutz und der Erhaltung von Vorlandbildungen. Der größtenteils flache Gelände wird von Salzwiesen mit verschiedenen Gräsern und salzwasserresistenten Pflanzen eingenommen. Die Übergangszone zwischen Vorland und Wattenmeer wird von Sandflächen geprägt.
Das Naturschutzgebiet, das vom Söl’ring Foriining–Sylter Verein betreut wird, finden zahlreiche Vögel einen Lebensraum, darunter Bekassine, Goldregenpfeifer, Rotschenkel, Kampfläufer, Pfuhlschnepfe, Brachvogel und andere Limikolen, Austernfischer und Brandgans. Schilfbestände sind u. a. Lebensräume für Rohrsänger und Rohrweihe.